# Conchata Ferrell
Conchata Galen Ferrell, född 28 mars 1943 i Loudendale i Kanawha County, West Virginia (men uppväxt i Charleston i samma delstat), död 12 oktober 2020 i Sherman Oaks, Kalifornien, var en amerikansk skådespelare.
Ferrell är främst känd för sin roll som hushållerskan Berta i TV-serien 2 1/2 män. Hon har även förekommit i bland annat Lagens änglar och i komediserien Sju på sjukan där hon spelade mot bland andra Elliott Gould.
Ferrell studerade på Marshall University, var gift och hade en dotter.

## Filmografi (urval)
- 1979 – Heartland
- 1982 – Cagney och Lacey (TV-serie) (gästroll i avsnittet "High Steel")
- 1983 – St. Elsewhere (TV-serie) (gästroll i avsnittet "Hearts")
- 1988 – Tre tjejer
- 1988–1992 – Lagens änglar (TV-serie) (20 avsnitt)
- 1989 – Mord och inga visor (gästroll i avsnittet "Something Borrowed, Someone Blue")
- 1990 – Edward Scissorhands
- 1993 – True Romance
- 1996 – Walker, Texas Ranger (TV-serie) (gästroll i avsnittet "Miracle at Middle Creek")
- 1998 – Buffy och vampyrerna (TV-serie) (gästroll i avsnittet "Go Fish")
- 1999 – På heder och samvete (TV-serie) (gästroll i avsnittet "Second Sight")
- 1999 – Vänner (gästroll i avsnittet "The Judge")
- 2000 – Erin Brockovich
- 2001 – Cityakuten (TV-serie) (gästroll i avsnittet "Four Corners")
- 2001 – K-PAX
- 2002 – Mr. Deeds
- 2003–2015 – 2 1/2 män (TV-serie) (211 avsnitt)
- 2003 – Vem dömer Amy? (TV-serie) (gästroll i avsnittet "Kilt Tripp")
- 2016 – Grace and Frankie (TV-serie) (gästroll i avsnittet "The Negotiation")